# Ionel Rotărescu
Ionel Rotărescu (n. 12 septembrie 1961, Botoșani, România) este un fost jucător român de fotbal care a activat pe postul de portar. Se ocupă în prezent de funcția de antrenori cu portari la FC Botoșani unde este antrenor Costel Orac.

### Activitate
- CS Botoșani (1980-1981)
- CS Botoșani (1981-1982)
- CS Botoșani (1982-1983)
- CS Botoșani (1983-1984)
- CS Botoșani (1984-1985)
- CS Botoșani (1985-1986)
- Victoria București (1986-1987)
- Victoria București (1987-1988)
- Victoria București (1988-1989)
- Victoria București (1989-1990)
- Rapid București (1989-1990)
- Rapid București (1990-1991)
- Rapid București (1991-1992)